# دانيال دوبويس
دانيال دوبويس (بالإنجليزية: Daniel Dubois)‏ (6 سبتمبر 1997 بغرينتش في المملكة المتحدة - ) هو ملاكم بريطاني.

## إحصائيات
خاض خلال مسيرته 10 نزالات، فاز في 10 ولم يخسر. فاز بالضربة القاضية في 9 نزالات.

## روابط خارجية
- دانيال دوبويس على موقع بوكس ريك (الإنجليزية) (registration required)